# Джордано, Умберто
Умберто Менотти Мария Джордано (итал. Umberto Menotti Maria Giordano; 28 августа 1867, Фоджа ― 12 ноября 1948, Милан) ― итальянский оперный композитор, один из заметных представителей веризма.

## Биография
Джордано родился в семье химика, музыкой начал заниматься против желания родителей. В 1882 поступил в Неаполитанскую консерваторию, где учился у Паоло Серрао и Джузеппе Мартуччи. Ещё будучи студентом, он сочинил одноактную оперу «Марина» и представил её на конкурс, организованный издателем Эдоардо Сондзоньо в 1889 году. Из 73 участвовавших в конкурсе композиторов Джордано занял шестое место (победил Пьетро Масканьи с оперой «Сельская честь»), однако Сондзоньо заинтересовался его музыкой и заказал ему полномасштабную оперу «Малавита» («Преступная жизнь») на сюжет драмы Сальваторе ди Джакомо из жизни бедных обитателей неаполитанских предместий. Написанная в 1892 году, опера имела успех в Австрии и Германии, однако в Италии публика и критики приняли её весьма прохладно, не изменив своего отношения даже пять лет спустя, когда композитор существенно её переработал (поставлена в Милане под названием «Обет»). Тем временем от Сондзоньо поступил заказ на новую оперу «Реджина Диас», которая должна была быть сочинена к столетию Саверио Меркаданте. Сюжет не вдохновил Джордано, опера была снята с репертуара уже после второго представления, и разочарованный Сондзоньо отказался от дальнейшего сотрудничества с композитором.
В 1894 году Джордано переселяется в Милан, где знакомится с Джузеппе Верди и время от времени консультируется у него по поводу своих сочинений. В это время он начинает работу над оперой «Андре Шенье», либретто которой ему предоставил композитор Альберто Франкетти. В её основе ― судьба знаменитого французского поэта, казнённого в годы якобинской диктатуры. 28 марта 1896 эта опера была впервые поставлена в театре «Ла Скала» и принесла автору шумный успех. О Джордано начали говорить как об одном из крупнейших молодых итальянских оперных композиторов. Следующая его опера ― «Федора», на сюжет Викторьена Сарду ― также была встречена публикой с восторгом, а на её премьере 17 ноября 1898 года в миланском «Театро лирико» одну из партий исполнял молодой и малоизвестный тогда тенор Энрико Карузо. «Федора» оставалась в репертуаре итальянских театров в течение многих сезонов и иногда исполняется и в наше время.
Последующие работы Джордано менее известны широкой публике. Опера «Сибирь» получила одобрительные отзывы от французских критиков, однако две следующие оперы ― «Марчелла» и «Мадам Сан-Жен» ― уже не имели такой популярности, как ранние сочинения (несмотря на то, что, в частности, премьерой «Мадам Сан-Жен» дирижировал Артуро Тосканини, а одну из главных партий пела Джеральдин Фаррар). Относительно успешными его произведениями позднего периода считаются оперы «Ужин с шутками» и «Король», шедшие на сценах итальянских театров в 1930-е годы. После 1929 Джордано сочинял мало, в основном песни и романсы.

## Творчество
Джордано ― представитель позднеромантической традиции в итальянской опере, сочетающий в своих сочинениях яркую эмоциональность с лёгкостью и изящностью изложения. Для большей красочности он вводит в оперы элементы фольклора или танцевальной музыки, фрагменты революционных песен («Андре Шенье»). Некоторое несовершенство музыкальной драматургии Джордано компенсируется мастерским вокальным письмом. Отдельные арии из его опер вошли в репертуар крупнейших итальянских и мировых певцов. В Италии также известны его поздние песни, которые исполняли и записывали, в частности, Клаудия Муцио и Беньямино Джильи.

## Основные сочинения
Оперы
- «Марина» (Marina; 1889)
- «Преступная жизнь» (Mala vita; 1892, вторая редакция ― 1897, под названием «Обет» ― «Il voto»)
- «Реджина Диас» (Regina Diaz; 1894)
- «Андре Шенье» (Andrea Chénier; 1896)
- «Федора» (Fedora; 1898)
- «Сибирь» (Siberia; 1903, вторая редакция ― 1947)
- «Марчелла» (Marcella; 1907)
- «Mese mariano» (1910)
- «Мадам Сан-Жен» (Madame Sans-Gêne; 1915)
- «Юпитер в Помпеях» (Giove a Pompei; 1921), оперетта написана совместно с А. Франкетти
- «Ужин с шутками» (La cena delle beffe; 1924)
- «Король» (Il re; 1929)

Прочие сочинения
- Произведения для хора с фортепиано и без сопровождения
- Песни и романсы для голоса и фортепиано
- Ряд фортепианных произведений